# Osmiridium
L'osmiridium, également appelé iridosmium, iridosmine ou encore osmiure d'iridium désigne un ensemble minéral d'espèces de la catégorie des éléments natifs, soit des alliages naturels d'iridium et d'osmium dans des proportions variées, avec des traces d'autres métaux du groupe du platine. 
En 1963, le département minéralogie du British Museum propose l'utilisation d'iridosmine pour les échantillons hexagonaux avec 80 % > Os > 32 %, osmiridium pour les échantillons cubiques Os < 32 % et osmium natif pour les échantillons avec Os > 80 %. L'iridosmine peut elle-même être subdivisée en névyanskite, renvoyant aux échantillons d'iridosmine à faible teneur d'osmium, et sysertskite, relativement plus sombre et plus dense et renvoyant à l'iridosmine à haute teneur en osmium.
Pour l'association internationale de minéralogie, il s'agit d'une variété de l'iridium natif.

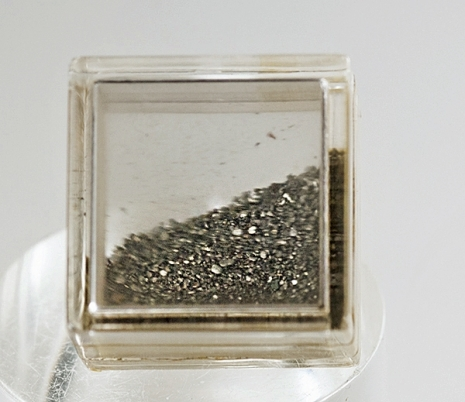
Osmiridium.